# Radula recubans
Radula recubans là một loài rêu trong họ Radulaceae. Loài này được Taylor mô tả khoa học đầu tiên năm 1846.